# Bá quốc Ravensberg
Bá quốc Ravensberg (tiếng Đức: Grafschaft Ravensberg; tiếng Anh: County of Ravensberg), là một bá quốc của Đế chế La Mã Thần thánh. Lãnh thổ của nó toạ lạc ở phía Đông Westphalia, Đức, ngay dưới chân dãy đồi Osning (Rừng Teutoburg).

## Lịch sử
Ravensberg lần đầu tiên được nhắc đến vào thế kỷ XII; trung tâm đầu tiên của nó là Lâu đài Ravensberg. Các bá tước Ravensberg sau đó đã xây dựng thêm Lâu đài Sparrenberg ở Bielefeld trong thời gian 1240–1250, mà họ đã chọn để làm trung tâm điều hành của mình. Họ cũng sở hữu Lâu đài Limberg gần Preußisch Oldendorf.
Bá quốc sau đó được Công quốc Berg thừa kế vào năm 1346, đến năm 1423 nó trở thành một phần của Công quốc Jülich-Berg, và cuối cùng là một phần lãnh thổ của Liên hiệp Công quốc Jülich-Cleves-Berg vào năm 1521.
Sau Chiến tranh kế vị Jülich, trong Hiệp ước Xanten năm 1614, Bá quốc Ravensberg thuộc về Phiên bá quốc Brandenburg, và nó bị sáp nhập vào Vương quốc Phổ năm 1701, và được quản lý trong Minden-Ravensberg từ năm 1719–1807, khi nó đã bị giải thể trong Chiến tranh Napoléon.